# До кісток
«До кісток» (англ. To the Bone) — американський драматичний фільм 2017 року режисера та сценариста Марті Ноксон з Лілі Коллінз, Кіану Рівзом, Керрі Престон, Лілі Тейлор, Алексом Шарпом, Ліаною Ліберато, Брук Сміт і Реттою у головних ролях. Фільм розповідає про молоду жінку (Коллінз), яка бореться з анорексією. Прем'єра стрічки відбулась на кінофестивалі «Санданс» 22 січня 2017 року. 14 липня 2017 року розпочався світовий показ на Netflix.

## Сюжет
Двадцятирічна Еллен — випускниця коледжу, яка бореться з анорексією, повертається додому після безуспішного лікування в стаціонарі. Її батько, який практично завжди відсутній, не цікавиться справами доньки. Мачуха, Сьюзан, знаходить для неї фахівця, лікаря Вільяма Бекхема, який наполягає, щоб Еллен приєдналася до його програми. Еллен неохоче сприймає цю ідею, але її молодша сестра змінює її думку.
Еллен переїжджає в будинок, де перебуває шість інших пацієнтів: п'ять молодих жінок і Люк, оптимістичний танцівник балету, який близький до одужання від анорексії та травми коліна. Люк — морально підбадьорює інших пацієнтів і виявляє особливий інтерес до Еллен, зрештою показуючи, що він є шанувальником її робіт.
Батько Еллен не з'являється на сеанс сімейної терапії з Бекхемом. З'ясовується, що вісімнадцять місяців раніше Еллен жила зі своєю матір'ю, яка не погодилась переїжджати до Фенікса, а також те, що художні твори, які вона розмістила на Tumblr, вплинули на незнайому дівчину, яка вчинила самогубство. Еллен обіцяє домогтися більшого, але натомість продовжує худнути.
Еллен має певний успіх: вона змінила ім'я на Елі та почала спілкуватися з іншими пацієнтами. Однак поцілунок і зізнання Люка відлякує її. Вона дізнається історію Меган, яка втратила дитину. Елі панікує та вирішує втекти. Люк просить її залишитися, бо зрозумів, що його коліно не відновиться, тому шлях у балет для нього закритий, вона потрібна йому, щоб впоратись з цим. Але Елі все одно йде.
На межі смерті Елі їде до матері. Тієї ночі її мати визнає себе винною у стані доньки через післяпологову депресію, яка виникла з народженням Еллен. Мати пропонує погодувати її з пляшечки, що має допомогти розв'язувати проблеми. Хоча Елі це здається дивним, вона погоджується.
Вночі Елі виходить прогулятися. Втрачаючи свідомість, вона впадає в сон-марення, у неї з'являються галюцинації, що вона стоїть на дереві та цілує Люка, який показує їй, наскільки вона хвора. Він дає їй шматок вугілля, який є її сміливістю, і вона ковтає його.
Прокинувшись, Елі радіє тому, що вона ще жива, і вирішує повернутися додому. Вона обіймає мачуху та сестру, а потім повертається до програми Бекхема.

## У ролях
| Актор             | Роль                |
| ----------------- | ------------------- |
| Лілі Коллінз      | Еллен (Елі)         |
| Кіану Рівз        | лікар Вільям Бекхем |
| Керрі Престон     | Сьюзан              |
| Лілі Тейлор       | Джуді               |
| Алекс Шарп        | Люк                 |
| Ліана Ліберато    | Келлі               |
| Брук Сміт         | Олів                |
| Леслі Бібб        | Меган               |
| Кетрін Прескотт   | Анна                |
| Сієра Браво       | Трейсі              |
| Мая Ешет          | Перл                |
| Ліндсі Мак-Дауелл | Кендра              |
| Ретта             | Лобо                |
| Аланна Убах       | Карен               |

## Виробництво
У березні 2016 року було оголошено, що Лілі Коллінз отримала головну роль у драматичному фільмі про анорексію «До кісток» сценариста та режисера Марті Ноксон, заснований на ранній стадії боротьби Ноксон з розладом харчування. Стрічка стала режисерським дебютом Ноксон. Того ж місяця Кіану Рівз приєднався до акторського складу як лікар. 29 березня Керрі Престон отримала роль мачухи персонажа Коллінз. Пізніше повідомлялося, що AMBI Group буде співпродюсувати та фінансувати кінокартину. На початку квітня до акторського складу приєдналися Лілі Тейлор, Алекс Шарп, Брук Сміт і Ліана Ліберато. 11 квітня Сіера Браво отримала роль другого плану, молодої дівчини, яка також страждає від розладу харчування.
Основні зйомки розпочалися в Лос-Анджелесі наприкінці березня 2016 року.

## Випуск
Світова прем'єра стрічки відбулась на кінофестивалі «Санданс» 22 січня 2017 року. Фільм брав участь у конкурсі серед драматичних фільмів США. У 2017 році Netflix придбав права на розповсюдження фільму. 14 липня 2017 року розпочався світовий показ.

## Сприйняття

### Критика
На сайті Rotten Tomatoes рейтинг стрічки становить 71 % на основі 63 відгуків від критиків, середньозважена оцінка — 6,72 / 10. У критичному консенсусі зазначено: «„До кісток“ пропонує проникливий, чуйний погляд на широко розповсюджене питання, на чолі зі зразковою роботою Лілі Коллінз у головній ролі». На Metacritic середній бал фільму 64 зі 100 на основі 14 оглядів критиків, що вказує на «загалом сприятливі відгуки».
Джастін Чанг з «Лос-Анджелес таймс» написав, що фільм «показує короткий, але значущий період на шляху зцілення головного героя». Чанг сказав про акторську гру Лілі Коллінз: «В іншому фільмі гострий язик Еллен міг би зробити її нестерпним джерелом дотепного негативу, але гра Коллінз майстерна, і сценарій дає їй достатньо можливостей розкрити складніші, вразливіші грані персонажа».

### Номінації та нагороди
| Нагороди та номінації фільму «До кісток» | Нагороди та номінації фільму «До кісток»    | Нагороди та номінації фільму «До кісток»                                  | Нагороди та номінації фільму «До кісток» | Нагороди та номінації фільму «До кісток» | Нагороди та номінації фільму «До кісток» |
| Рік                                      | Кінофестиваль/кінопремія                    | Категорія/нагорода                                                        | Номінант                                 | Результат                                |                                          |
| ---------------------------------------- | ------------------------------------------- | ------------------------------------------------------------------------- | ---------------------------------------- | ---------------------------------------- | ---------------------------------------- |
| 2017                                     | «Санденс»                                   | Гран-прі журі: Драма                                                      | Марті Ноксон                             | Номінація                                |                                          |
| 2018                                     | Американське товариство фахівців з кастингу | Визначні досягнення у кастингу: Низькобюджетний фільм (комедія або драма) | Річ Делія                                | Номінація                                |                                          |